# Winged Foot Golf Club
Le Winged Foot Golf Club est un club de golf privé situé dans le nord-est des États-Unis, à Mamaroneck, banlieue au nord-est de la ville de New York. Il a été fondé en 1921 et a ouvert ses portes en juin 1923. Le logo est tiré d'une sculpture dans le hall d'entrée du New York Athletic Club à Manhattan.
Le Winged Foot possède deux parcours de 18 trous chacun. Ce club a été classé au 65e rang dans la liste des 100 plus grands terrains de golf d'Amérique en 2009-2010. En 2019, le Winged Foot a été inscrit au Registre national des lieux historiques.

## Professionnels en chef chez Winged Foot
| Nom           | Années    |
| ------------- | --------- |
| Dan Mackie    | 1923      |
| Mike Brady    | 1924–1939 |
| Craig Wood    | 1939–1945 |
| Claude Harmon | 1945-1978 |
| Tom Nieporte  | 1978–2006 |
| John Buczek   | 2006–2009 |
| Mike Gilmore  | 2010–     |

Tommy Armour a remporté trois titres majeurs : l'US Open en 1927, le championnat de la PGA en 1930 et le championnat Ouvert en 1931.
En 1948, Claude Harmon était le professionnel chef chez Winged Foot GC. Il avait remporté le Masters et a encaissé un chèque de 2500 $. Il a été le dernier professionnel du club à remporter un championnat majeur. Auparavant, le professionnel en chef du Winged Foot, Craig Wood, avait remporté le Masters et l'US Open, en 1941. C’était la première fois qu'un golfeur remportait ces deux titres dans une même année.

## Championnats majeurs à Winged Foot
Le parcours ouest du Winged Foot a accueilli l'US Open six fois et le championnat PGA une fois. Le parcours a accueilli deux fois l'US Women's Open et l'US Senior Open. Le Winged Foot Golf Club a également accueilli le championnat de golf amateur américain à deux reprises.[Quand ?]
En janvier 2013, l'United States Golf Association a annoncé que le Winged Foot Golf Club accueillerait le 120e US Open en 2020.
| Year | Course(s)     | Major             | Winner             | Score     | Margin of victory | Runner(s)-up                               | Winner's share ($) |
| ---- | ------------- | ----------------- | ------------------ | --------- | ----------------- | ------------------------------------------ | ------------------ |
| 2020 | West          | U.S. Open         | Pays inconnu       |           |                   | Pays inconnu                               | 2,250,000          |
| 2006 | West          | U.S. Open         | Geoff Ogilvy       | 285 (+5)  | 1 stroke          | Jim Furyk Phil Mickelson Colin Montgomerie | 1,225,000          |
| 2004 | West and East | U.S. Amateur      | Ryan Moore         | –         | 2 up              | Luke List                                  | –                  |
| 1997 | West          | PGA Championship  | Davis Love III     | 269 (–11) | 5 strokes         | Justin Leonard                             | 470,000            |
| 1984 | West          | U.S. Open         | Fuzzy Zoeller      | 276 (−4)  | Playoff           | Greg Norman                                | 94,000             |
| 1980 | East          | U.S. Senior Open  | Roberto De Vicenzo | 285 (+1)  | 4 strokes         | William C. Campbell                        | 20,000             |
| 1974 | West          | U.S. Open         | Hale Irwin         | 287 (+7)  | 2 strokes         | Forrest Fezler                             | 35,000             |
| 1972 | East          | U.S. Women's Open | Susie Berning      | 299 (+11) | 1 stroke          | Kathy Ahern Pam Barnett Judy Rankin        | 6,000              |
| 1959 | West          | U.S. Open         | Billy Casper       | 282 (+2)  | 1 stroke          | Bob Rosburg                                | 12,000             |
| 1957 | East          | U.S. Women's Open | Betsy Rawls        | 299 (+7)  | 6 strokes         | Patty Berg                                 | 1,800              |
| 1940 | West          | U.S. Amateur      | Dick Chapman       | –         | 11 and 9          | W. B. McCullough Jr.                       | –                  |
| 1929 | West          | U.S. Open         | Bobby Jones (a)    | 294 (+6)  | Playoff           | Al Espinosa                                | - 1,000            |